# トーコー設備
トーコー設備株式会社は大阪府枚方市に本社を置く、総合ビルメンテナンス会社である。

## 会社の概要

### 本社
- 大阪府枚方市上島町12番20号

### 事業領域
- 総合ビルメンテナンス会社
  - 総合清掃・メンテナンスサービス
  - 水回りメンテナンスサービス
  - グリーンメンテナンスサービス
  - 医療施設管理サービス
  - 宿泊施設管理サービス

## 沿革
- 1980年　ビル総合管理業務を開始
- 1988年　大阪府枚方市に東興ビルを完成し移転
- 1991年　東興設備株式会社からトーコー設備株式会社に社名変更

## 関連企業
- トーコー